# 21 de fevereiro nos Jogos Olímpicos de Inverno de 2010
O dia 21 de fevereiro foi o décimo dia de competições dos Jogos Olímpicos de Inverno de 2010. Neste dia foram disputadas competições de oito esportes e seis finais.

## Esportes
| - Biatlo - Bobsleigh - Curling - Esqui alpino | - Esqui estilo livre - Hóquei no gelo - Patinação artística - Patinação de velocidade |

## Resultados

### Biatlo
São realizadas as duas provas de largada coletiva, em que trinta atletas disputam a prova ao mesmo tempo. No masculino, o russo Evgeny Ustyugov venceu, conquistando a primeira medalha de ouro de seu país no biatlo em 16 anos. Completaram o pódio o francês Martin Fourcade e o eslovaco Pavol Hurajt. No feminino, a alemã Magdalena Neuner conquistou seu segundo ouro em Vancouver. Sua compatriota Simone Hauswald ficou com o bronze, enquanto Olga Zaitseva, da Rússia, ficou com a prata.

### Bobsleigh
Na primeira final do esporte em Vancouver, a de duplas masculinas, os alemães André Lange e Kevin Kuske conquistam o bicampeonato olímpico e sobem ao pódio acompanhados dos compatriotas Thomas Florschütz e Richard Adjei, com a prata. Em terceiro ficam os russos Alexandr Zubkov e Alexey Voyevoda.

### Curling
O Canadá sofre sua primeira derrota no torneio feminino, 6 a 5 para a China no décimo primeiro end. No mesmo torneio, os Estados Unidos perdem os dois jogos do dia. No torneio masculino, o Canadá consegue sua sétima vitória seguida e segue na liderança.

### Esqui alpino
No combinado masculino, o americano Bode Miller conquista sua primeira medalha de ouro após terminar em sétimo lugar na etapa do downhill e tirar a diferença no slalom. Dos 52 atletas que largaram, 18 se acidentaram e não conseguiram completar o evento.

### Esqui estilo livre
O suíço Michael Schmid se torna o primeiro campeão olímpico do ski cross, prova que estreou nesta edição. Andreas Matt, da Áustria, e Audun Grønvold, da Noruega, completaram o pódio. O jamaicano Errol Kerr participou da prova, ficando em nono lugar.

### Hóquei no gelo
No último dia da primeira fase do torneio masculino, a Rússia vence a Eslováquia por 4 a 2 e se classifica direto para as quartas-de-final como líder do grupo B. Na reedição da final do torneio olímpico de Turim, a Suécia derrota a Finlândia por 3 a 0, mas as duas equipes se classificam para as quartas-de-final. No jogo mais aguardado do dia, os Estados Unidos derrotam o Canadá por 5 a 3 e ganham a vaga direta do grupo A.

### Patinação artística
Na segunda etapa da dança no gelo, o casal canadense Tessa Virtue e Scott Moir recebe a maior nota e assume a liderança do evento após apresentar uma rotina de dança flamenca. Os russos Oksana Domnina e Maksim Shabalin, líderes após a primeira etapa, apresentam uma dança polêmica inspirada em rituais aborígines, considerada ofensiva por povos nativos australianos, e caem para a terceira posição.

### Patinação de velocidade
Ireen Wust conquista a segunda medalha de ouro seguida para os Países Baixos, deixando a canadense Kristina Groves com a prata. Martina Sáblíková, da República Checa, fica em terceiro, a recordista olímpica Anni Friesinger em nono e a recordista mundial Cindy Klassen apenas em vigésimo primeiro lugar.

## Campeões do dia
Esses foram os "campeões" (medalhistas de ouro) do dia:
| Medalhas de ouro        | Medalhas de ouro           | Medalhas de ouro          | Medalhas de ouro   | Medalhas de ouro |
| Modalidades             | Categoria                  | Atleta (s)                | País               | Ref.             |
| ----------------------- | -------------------------- | ------------------------- | ------------------ | ---------------- |
| Biatlo                  | Largada coletiva feminino  | Magdalena Neuner          | GER Alemanha       | [ 2 ]            |
| Biatlo                  | Largada coletiva masculino | Evgeny Ustyugov           | RUS Rússia         | [ 1 ]            |
| Bobsleigh               | Duplas masculinas          | André Lange e Kevin Kuske | GER Alemanha       | [ 3 ]            |
| Esqui alpino            | Combinado masculino        | Bode Miller               | USA Estados Unidos | [ 7 ]            |
| Esqui estilo livre      | Ski cross masculino        | Michael Schmid            | SUI Suíça          | [ 8 ]            |
| Patinação de velocidade | 1500 m feminino            | Ireen Wust                | NED Países Baixos  | [ 13 ]           |

## Líderes do quadro de medalhas ao final do dia 21
País sede destacado. Ver quadro completo.
| Ordem | País               | Medalha de ouro | Medalha de prata | Medalha de bronze |    |
| ----- | ------------------ | --------------- | ---------------- | ----------------- | -- |
| 1     | USA Estados Unidos | 7               | 7                | 10                | 24 |
| 2     | GER Alemanha       | 6               | 7                | 5                 | 18 |
| 3     | NOR Noruega        | 5               | 3                | 4                 | 12 |
| 4     | SUI Suíça          | 5               |                  | 2                 | 7  |
| 5     | CAN Canadá         | 4               | 4                | 1                 | 9  |
|       | KOR Coreia do Sul  | 4               | 4                | 1                 | 9  |